# Ettore Lombardo Pellegrino
Ettore Lombardo Pellegrino (Messina, 16 giugno 1866 – Roma, 12 dicembre 1952) è stato un giurista, avvocato e politico italiano.
Laureato in giurisprudenza, fu professore di Diritto Costituzionale all'Università degli Studi di Messina e fondatore del Partito Demolaburista Italiano con il quale venne eletto deputato nazionale al termine delle elezioni politiche del 1921. Massone, fu membro del Grande Oriente d'Italia. Dopo la caduta del fascismo e la Liberazione, fu chiamato come giurista alla Consulta Nazionale   di  Ferruccio Parri nel 1945.
Il suo atteggiamento fu dichiaratamente antifascista: nel 1923 promosse la protesta del soldino e nel giugno del 1924 prese parte, insieme ad altri deputati dell'opposizione, alla secessione dell'Aventino a seguito del delitto Matteotti.